# Porto Nacional
Porto Nacional est une ville brésilienne du centre de l'État du Tocantins. Sa population était estimée à 45 289 habitants en 2007. La municipalité s'étend sur 4 450 km2.

## Maires
| Période | Période | Identité              | Étiquette | Qualité |
| ------- | ------- | --------------------- | --------- | ------- |
| 2004    | 2008    | Paulo Sardinha Mourão | PT        |         |
| 2008    | 2012    | Tereza Martins        | PDT       |         |